# Raheem Sterling
Raheem Shaquille Sterling (Kingston, 8 december 1994) is een Engels-Jamaicaans voetballer die doorgaans als rechter- of linkerflankspeler speelt. Hij verruilde Manchester City in de zomer van 2022 voor Chelsea, dat hem in het seizoen 2024/25 verhuurde aan Arsenal. Sterling debuteerde in 2012 in het Engels voetbalelftal.

## Clubcarrière

### Liverpool
Sterling verruilde in februari 2010 de jeugdopleiding van Queens Park Rangers voor die van Liverpool, op voorspraak van toenmalig Liverpool-coach Rafael Benítez. 'QPR' kreeg 600.000 pond voor hem en verkreeg een doorverkooppercentage van 20%. Op 24 maart 2012 maakte Sterling zijn debuut voor het eerste team van Liverpool, tegen Wigan Athletic. Hij was toen 17 jaar en 107 dagen oud, waarmee hij de op een na jongste debutant ooit in het eerste van de club was. Sterling kwam dat seizoen drie wedstrijden in actie in het eerste elftal en brak het volgende seizoen daarin door. 
Op 2 augustus 2012 maakte hij zijn Europese debuut, in de voorronde van de UEFA Europa League tegen FK Gomel. Op 20 oktober 2012 maakte de vleugelspeler zijn eerste treffer voor The Reds in de Premier League, tegen Reading. Tijdens het seizoen 2012/13 maakte hij twee treffers in 24 competitiewedstrijden. 
Het seizoen erop trok hij dit aantal op naar negen doelpunten in 33 competitieduels. Op 16 september 2014 debuteerde Sterling in de UEFA Champions League, tegen PFK Ludogorets. In december 2014 werd hij verkozen tot Golden Boy, de prijs voor het grootste Europese voetbaltalent onder 21 jaar. Sterling speelde 95 wedstrijden in de Premier League voor Liverpool, waarin hij achttien doelpunten maakte.

### Manchester City
Sterling tekende in juli 2015 een contract tot medio 2020 bij Manchester City. Dat betaalde 62,3 miljoen euro voor hem aan Liverpool, dat nog tot 7 miljoen euro extra in het vooruitzicht kreeg aan eventuele bonussen. Dit maakte hem op dat moment de duurste Engelse speler ooit.
Sterling maakte op 10 augustus 2015 zijn officiële debuut voor Manchester City, tijdens de eerste speelronde van het seizoen 2015/16. Hij begon die dag in de basis tijdens een met 0–3 gewonnen wedstrijd uit bij West Bromwich Albion. Sterlings eerste doelpunt voor de club volgde negentien dagen later. Tijdens een met 2–0 gewonnen competitiewedstrijd thuis tegen Watford maakte hij in de 47ste minuut de eerste goal. Sterling maakte op 17 oktober 2015 tijdens een met 5–1 gewonnen competitiewedstrijd thuis tegen AFC Bournemouth zowel de 1–0, de 3–1 als de 4–1. Dit was zijn eerste hattrick in zijn profcarrière. Hij won dat seizoen de League Cup met Manchester City. 
Sterling werd in het seizoen 2017/18 met Manchester City kampioen in de Premier League en won opnieuw de League Cup. In totaal speelde Sterling zeven seizoenen bij City, waarin hij vier keer kampioen werd, zes bekers won en tweemaal de Community Shield. Hij speelde liefst 339 wedstrijden voor de club, waarin hij goed was voor 131 doelpunten en 73 assists.

### Chelsea
In de zomer van 2022 vertrok Sterling bij Manchester City, dat een bedrag van 56,2 miljoen euro accepteerde van Chelsea op de buitenspeler. Sterling tekende voor vijf seizoenen tot de zomer van 2027 bij Chelsea. Hij maakte op 6 augustus 2022 zijn debuut voor Chelsea tegen Everton. Op 27 augustus scoorde hij tegen Leicester City zijn eerste twee doelpunten voor Chelsea. Hij kwam tot negen goals en vier assists dat seizoen, maar eindigde op een teleurstellende twaalfde plek met Chelsea. Ook in zijn tweede jaar bij Chelsea kon hij zijn City-niveau niet evenaren. Hij was goed voor tien goals en acht assists, maar was tegen het einde van het seizoen ook geregeld wisselspeler.

### Arsenal
Door de komst van Pedro Neto, João Félix en Jadon Sancho werd Sterling voorafgaand aan het seizoen 2024/25 onnodig bij Chelsea. Op de laatste dag van de transfermarkt werd hij daarom voor een seizoen verhuurd aan stadsgenoot en rivaal Arsenal, waar hij op 15 september uitgerekend in de derby tegen Tottenham Hotspur zijn debuut maakte.

## Clubstatistieken
| Seizoen         | Club            | Competitie      | Competitie | Competitie | Beker | Beker | Internationaal | Internationaal | Totaal | Totaal |
| Seizoen         | Club            | Competitie      | Wed.       | Dlp.       | Wed.  | Dlp.  | Wed.           | Dlp.           | Wed.   | Dlp.   |
| --------------- | --------------- | --------------- | ---------- | ---------- | ----- | ----- | -------------- | -------------- | ------ | ------ |
| 2011/12         | Liverpool       | Premier League  | 3          | 0          | 0     | 0     | –              | –              | 3      | 0      |
| 2012/13         | Liverpool       | Premier League  | 24         | 2          | 2     | 0     | 10             | 0              | 36     | 2      |
| 2013/14         | Liverpool       | Premier League  | 33         | 9          | 5     | 1     | –              | –              | 38     | 10     |
| 2014/15         | Liverpool       | Premier League  | 35         | 7          | 9     | 4     | 8              | 0              | 52     | 11     |
| Club totaal     | Club totaal     | Club totaal     | 95         | 18         | 16    | 5     | 18             | 0              | 129    | 23     |
| 2015/16         | Manchester City | Premier League  | 31         | 6          | 6     | 2     | 10             | 3              | 47     | 11     |
| 2016/17         | Manchester City | Premier League  | 33         | 7          | 6     | 1     | 8              | 2              | 47     | 10     |
| 2017/18         | Manchester City | Premier League  | 33         | 18         | 5     | 1     | 8              | 4              | 46     | 23     |
| 2018/19         | Manchester City | Premier League  | 34         | 17         | 7     | 3     | 10             | 5              | 51     | 25     |
| 2019/20         | Manchester City | Premier League  | 33         | 20         | 10    | 5     | 9              | 6              | 52     | 31     |
| 2020/21         | Manchester City | Premier League  | 31         | 10         | 7     | 3     | 11             | 1              | 49     | 14     |
| 2021/22         | Manchester City | Premier League  | 30         | 13         | 5     | 1     | 12             | 3              | 47     | 17     |
| Club totaal     | Club totaal     | Club totaal     | 225        | 91         | 46    | 16    | 68             | 24             | 339    | 131    |
| 2022/23         | Chelsea         | Premier League  | 28         | 6          | 1     | 0     | 9              | 3              | 38     | 9      |
| 2023/24         | Chelsea         | Premier League  | 31         | 8          | 12    | 2     | –              | –              | 43     | 10     |
| Club totaal     | Club totaal     | Club totaal     | 59         | 14         | 13    | 2     | 9              | 3              | 81     | 19     |
| 2024/25         | → Arsenal       | Premier League  | 1          | 0          | 0     | 0     | 0              | 0              | 1      | 0      |
| Club totaal     | Club totaal     | Club totaal     | 1          | 0          | 0     | 0     | 0              | 0              | 1      | 0      |
| Carrière totaal | Carrière totaal | Carrière totaal | 371        | 120        | 75    | 23    | 95             | 27             | 549    | 173    |

Bijgewerkt tot en met 16 september 2024.

## Interlandcarrière
Sterling werd op 10 september 2012 voor het eerst opgeroepen voor het nationale elftal van Engeland, voor een kwalificatiewedstrijd tegen Oekraïne op weg naar het WK 2014 in Brazilië. Wegens zijn dubbele nationaliteit kon hij ook voor Jamaica uitkomen. Op 14 november 2012 maakte hij zijn debuut voor Engeland in een vriendschappelijke wedstrijd tegen Zweden. Hij begon in de basiself en werd na 85 minuten naar de kant gehaald voor mede-debutant Wilfried Zaha. Op 15 juni 2014 maakte Sterling zijn WK-debuut. Hij mocht in de basis beginnen in een groepswedstrijd tegen Italië. Engeland kwam op het WK niet voorbij de groepsfase. Op 27 maart 2015 maakte Sterling zijn eerste treffer voor het nationale elftal in de EK-kwalificatiewedstrijd tegen Litouwen. Op 16 mei 2016 werd hij opgenomen in de selectie van Engeland voor het Europees kampioenschap voetbal 2016. Engeland werd in de achtste finale uitgeschakeld door IJsland (1–2) na doelpunten van Ragnar Sigurðsson en Kolbeinn Sigþórsson. Sterling maakte ook deel uit van de Engelse selectie voor het WK 2018 in Rusland.
| Interlands van Raheem Sterling voor Engeland | Interlands van Raheem Sterling voor Engeland | Interlands van Raheem Sterling voor Engeland | Interlands van Raheem Sterling voor Engeland | Interlands van Raheem Sterling voor Engeland | Interlands van Raheem Sterling voor Engeland | Interlands van Raheem Sterling voor Engeland |
| №                                            | Datum                                        | Wedstrijd                                    | Uitslag                                      | Competitie                                   | Goals                                        |                                              |
| Als speler bij Liverpool                     | Als speler bij Liverpool                     | Als speler bij Liverpool                     | Als speler bij Liverpool                     | Als speler bij Liverpool                     | Als speler bij Liverpool                     | Als speler bij Liverpool                     |
| -------------------------------------------- | -------------------------------------------- | -------------------------------------------- | -------------------------------------------- | -------------------------------------------- | -------------------------------------------- | -------------------------------------------- |
| 1                                            | 14 november 2012                             | Zweden – Engeland                            | 4 – 2                                        | Vriendschappelijk                            |                                              |                                              |
| 2                                            | 5 maart 2014                                 | Engeland – Denemarken                        | 1 – 0                                        | Vriendschappelijk                            |                                              |                                              |
| 3                                            | 30 mei 2014                                  | Engeland – Peru                              | 3 – 0                                        | Vriendschappelijk                            |                                              |                                              |
| 4                                            | 4 juni 2014                                  | Ecuador – Engeland                           | 2 – 2                                        | Vriendschappelijk                            |                                              |                                              |
| 5                                            | 14 juni 2014                                 | Engeland – Italië                            | 1 – 2                                        | WK 2014                                      |                                              |                                              |
| 6                                            | 19 juni 2014                                 | Uruguay – Engeland                           | 2 – 1                                        | WK 2014                                      |                                              |                                              |
| 7                                            | 24 juni 2014                                 | Costa Rica – Engeland                        | 0 – 0                                        | WK 2014                                      |                                              |                                              |
| 8                                            | 3 september 2014                             | Engeland – Noorwegen                         | 1 – 0                                        | Vriendschappelijk                            |                                              |                                              |
| 9                                            | 8 september 2014                             | Zwitserland – Engeland                       | 0 – 2                                        | Kwalificatie EK 2016                         |                                              |                                              |
| 10                                           | 9 oktober 2014                               | Engeland – San Marino                        | 5 – 0                                        | Kwalificatie EK 2016                         |                                              |                                              |
| 11                                           | 12 oktober 2014                              | Estland – Engeland                           | 0 – 1                                        | Kwalificatie EK 2016                         |                                              |                                              |
| 12                                           | 15 november 2014                             | Engeland – Slovenië                          | 3 – 1                                        | Kwalificatie EK 2016                         |                                              |                                              |
| 13                                           | 18 november 2014                             | Schotland – Engeland                         | 1 – 3                                        | Vriendschappelijk                            |                                              |                                              |
| 14                                           | 27 maart 2015                                | Engeland – Litouwen                          | 4 – 0                                        | Kwalificatie EK 2016                         | 58'                                          |                                              |
| 15                                           | 7 juni 2015                                  | Ierland – Engeland                           | 0 – 0                                        | Vriendschappelijk                            |                                              |                                              |
| 16                                           | 14 juni 2015                                 | Slovenië – Engeland                          | 2 – 3                                        | Kwalificatie EK 2016                         |                                              |                                              |
| Als speler bij Manchester City               |                                              |                                              |                                              |                                              |                                              |                                              |
| 17                                           | 8 september 2015                             | Engeland – Zwitserland                       | 2 – 0                                        | Kwalificatie EK 2016                         |                                              |                                              |
| 18                                           | 9 oktober 2015                               | Engeland – Estland                           | 2 – 0                                        | Kwalificatie EK 2016                         | 85'                                          |                                              |
| 19                                           | 13 november 2015                             | Spanje – Engeland                            | 2 – 0                                        | Vriendschappelijk                            |                                              |                                              |
| 20                                           | 17 november 2015                             | Engeland – Frankrijk                         | 2 – 0                                        | Vriendschappelijk                            |                                              |                                              |
| 21                                           | 22 mei 2016                                  | Engeland – Turkije                           | 2 – 1                                        | Vriendschappelijk                            |                                              |                                              |
| 22                                           | 27 mei 2016                                  | Engeland – Australië                         | 2 – 1                                        | Vriendschappelijk                            |                                              |                                              |
| 23                                           | 2 juni 2016                                  | Engeland – Portugal                          | 1 – 0                                        | Vriendschappelijk                            |                                              |                                              |
| 24                                           | 11 juni 2016                                 | Engeland – Rusland                           | 1 – 1                                        | EK 2016                                      |                                              |                                              |
| 25                                           | 16 juni 2016                                 | Engeland – Wales                             | 2 – 1                                        | EK 2016                                      |                                              |                                              |
| 26                                           | 27 juni 2016                                 | Engeland – IJsland                           | 1 – 2                                        | EK 2016                                      |                                              |                                              |

## Erelijst
| Premier League   | 4x | 2017/18, 2018/19, 2020/21, 2021/22          |
| FA Cup           | 1x | 2018/19                                     |
| League Cup       | 5x | 2015/16, 2017/18, 2018/19, 2019/20, 2020/21 |
| Community Shield | 2x | 2018, 2019                                  |